# Elliot Dee
Pas d'image ? Cliquez ici

a Compétitions nationales et continentales officielles uniquement.

b Matchs officiels uniquement.
Dernière mise à jour le 22 octobre 2019.
Elliot Dee, né le 7 mars 1994 à Newport (pays de Galles), est un joueur international gallois de rugby à XV, jouant au poste de talonneur avec la franchise des Dragons.

## Biographie

### Carrière en club
Elliot Dee passe par le centre de formation des Dragons au pays de Galles, puis fait ses débuts professionnels avec cette équipe durant la saison 2013-2014.
En milieu de saison 2024-2025, il prolonge son contrat à long terme avec les Dragons.

### Carrière internationale
Elliot Dee est appelé pour la première fois en équipe du pays de Galles pour sa tournée d'automne en 2017. Il portera pour la première fois le maillot du XV du Poireau contre la Géorgie, le 18 novembre, en entrant en jeu à douze minutes de la fin du match. 
En 2018, il fait ses débuts dans le Tournoi des Six Nations contre l'Écosse. Il prendra part également au Grand Chelem des Gallois lors du tournoi suivant (cinq rencontres jouées dont une en tant que titulaire, face à l'Italie).
Il fait partie en 2019 des joueurs sélectionnés pour disputer la Coupe du monde au Japon. Il y dispute en tant que remplaçant les cinq matchs du pays de Galles.
Il est sélectionné dans le groupe final de 33 joueurs pour participer à la Coupe du monde 2023.
En janvier 2024, il est sélectionné pour le Tournoi des Six Nations.

## Palmarès
- Pays de Galles -20
  - Finaliste du Championnat du monde junior en 2013
- Pays de Galles
  - Vainqueur du Tournoi des Six Nations en 2019